# Cashuat
Cashuat («конь», «жеребец» на языке южноамериканских индейцев-науа) — колёсная бронемашина (бронетранспортёр), созданный для вооружённых сил Сальвадора и официально принятый на вооружение 18 августа 1985 года.

## История создания и производства
После начала гражданской войны в 1980 году потребности правительственной армии в бронетехнике значительно усилились, однако их приобретение за границей было осложнено действовавшим с 1969 года эмбарго на поставки вооружения и военной техники. В связи с этим, было принято решение о производстве бронемашин внутри страны (с использованием производственных мощностей промышленных предприятий).
В начале 1981 года в Доминиканской республике в механических мастерских ВМФ под руководством капитана Рафаэля Сантьяго Рауля Хименеса начались работы по строительству броневика на шасси тяжёлого джипа Dodge M37B. Всего было построено две бронемашины этого типа, получившие название RM-79 и 2 декабря 1981 года официально переданные на вооружение вооружённых сил Доминиканской республики. Об этом проекте, вероятно, стало известно в Сальвадоре.
Разработка сальвадорской бронемашины была начата в 1984 году под руководством капитана армии Освальдо Маренко, после консультаций с военными специалистами 9-й пехотной дивизии США в Форт-Льюис.
В начале 1985 года был изготовлен первый опытный образец на шасси тяжёлого джипа Dodge M37B1 с бронированием из конструкционной стали, однако на его испытаниях было установлено, что уровень защиты является недостаточным. Кроме того, было установлено, что в полностью закрытом десантном отделении в условиях тропического климата Центральной Америки слишком жарко и душно (поэтому серийные бронемашины было решено выпускать без крыши над десантным отделением).
Было также установлено, что в стране не имеется возможности для быстрого переоборудования в броневики всех 67 машин «додж», имевшихся на вооружении армии Сальвадора. В результате, правительство Сальвадора обратилось за помощью к правительству США, которое выделило деньги на финансирование проекта.
Серийные бронеавтомобили «Cashuat» были разработаны с участием военных и технических специалистов США (U.S. Army Tank Automotive Command’s RDE Center’s Design and Manufacturing Technology Directorate): первый прототип был построен в Детройте в марте 1985 года и отправлен в Сальвадор в качестве образца, после чего в страну направили ещё 66 комплектов бронирования для установки на остальные автомашины. Кроме того, команда рабочих, которые должны были осуществлять сборку броневиков в Сальвадоре, была направлена в США для прохождения обучения.
Сборка броневиков производилась в центральных механических и авторемонтных мастерских армии Сальвадора («Maestranza»). Темпы сборки броневиков составляли примерно две машины в неделю, последняя бронемашина была выпущена в мае 1986 года.
Бронемашина получилась достаточно дешёвой — средства, израсходованные правительством Сальвадора на переоборудование джипов «додж» в 66 серийных броневиков «Cashuat» примерно соответствовали стоимости приобретения в США двадцати бронемашин V-150 «Cadillac Commando» (в ценах 1985 года).
В 1994—1995 годы две машины прошли капитальный ремонт и были модернизированы с использованием деталей от 2,5-тонного грузовика M35 (они получили неофициальное наименование «Cashuat II»). В том же 1995 году общее количество находившихся на вооружении бронемашин сократили до 40 (из которых 14 были вооружены 12,7-мм пулемётом). В дальнейшем, в связи с сокращением количества авиатехники ВВС Сальвадора сальвадорской армии передали 20-мм авиационную пушку для установки на броневик "Cashuat".
В 1998 году были отремонтированы ещё две бронемашины.
В 2004 году было установлено, что дальнейшее использование бронемашин затруднено из-за отсутствия запасных частей (запасные части и детали к автомобильной технике на территории Сальвадора не изготавливают, все комплектующие включая автопокрышки являются импортными, что затрудняет ремонт и техническое обслуживание автомашин).
В 2012 году командование вооружённых сил Сальвадора отметило, что техническое состояние бронемашин не позволяет их использовать, а их пуленепробиваемые стёкла требуют замены. В дальнейшем, бронемашины Casuat были отремонтированы с использованием деталей от коммерческих пикапов Toyota Hilux.

## Конструкция
Бронемашина имеет обычную компоновку с передним расположением двигателя, отделением управления в средней части машины, в кормовой части машины расположено десантное отделение. Экипаж машины состоит из трёх человек, предусмотрена возможность перевозки нескольких пехотинцев.
Корпус бронемашины сварной, изготовлен из стальных броневых листов толщиной 1 дюйм, расположенных под углом. Защита боевого отделения и башни дополнительно усилена изнутри несколькими слоями баллистической ткани «кевлар». Бронирование обеспечивает защиту от огня из стрелкового оружия.
Боевое отделение (места водителя, командира и стрелка) имеет бронированную крышу, десантное отделение открыто сверху. В бортах боевого отделения имеется две двери для водителя и командира машины, в верхней части которых установлен пуленепробиваемый стеклоблок и оборудована амбразура для ведения огня из стрелкового оружия. Лобовое стекло пуленепробиваемое, состоит из двух стеклоблоков.
В верхней части бортов десантного отделения расположены амбразуры (по три с каждой стороны). В корме корпуса расположены двустворчатые двери для посадки и высадки десанта, в каждой створке которых имеется амбразура для ведения стрельбы.
В ходе эксплуатации, в конструкцию машины были внесены некоторые изменения: в частности, были изменены двери водителя и десантного отделения, усилено бронирование днища для защиты от подрыва на минно-взрывных устройствах (после окончания гражданской войны, дополнительное бронирование днища было демонтировано).
В период после начала «стратегического наступления» ФНОФМ (11 ноября — 12 декабря 1989) на некоторых машинах были установлены решётчатые противокумулятивные экраны для защиты от выстрелов из противотанковых гранатомётов (после окончания боевых действий, экраны были демонтированы).

### Вооружение
12,7-мм пулемёт M2HB, установленный во вращающейся башне на крыше боевого отделения (боекомплект — 1500 патронов).
В 1999 году на одной из машин вместо пулемёта было установлено 20-мм автоматическое орудие «эрликон» (снятое с истребителя Dassault MD.450 «Ouragan»).

### Средства связи
Бронемашины оборудованы радиостанцией AN/PRC-77 производства США.

### Силовая установка и ходовая часть
Двигатель дизельный, четырёхцилиндровый Detroit Diesel Model 353. Масса двигателя в собранном виде составляет 438 кг.
Ёмкость топливного бака составляет 90 литров.
Перед установкой броневого корпуса шасси проходило капитальный ремонт, в ходе которого на машины устанавливали новую тормозную систему, усиливали элементы подвески и рессоры. Шины заменяли на пулестойкие.

## Варианты и модификации
- опытный предсерийный образец — один экземпляр;
- серийные машины — изготовлено 66 шт. в двух вариантах исполнения:[7]
  - VBA — «машина поддержки пехоты» (выпущено 40 машин); два члена экипажа и четыре стрелка. В качестве дополнительного вооружения над десантным отделением установлены два 7,62-мм пулемёта M-60D с броневыми щитами (AV2 gun shield)[5]
  - VBTP — «бронетранспортёр для перевозки пехоты» (выпущено 26 машин); два или три члена экипажа и семь или восемь пехотинцев в десантном отделении[5]

## Эксплуатация и боевое применение
- гражданская война в Сальвадоре (1979—1992) — были зачислены в кавалерийский полк и применялись против повстанцев ФНОФМ. В ходе боевых действий несколько машин было уничтожено и ещё несколько получили повреждения[13]. Тем не менее, на начало 1995 года на вооружении армии Сальвадора оставалось 60 машин «Cashuat»[14], в 1995[6][15]-2002 годы — 40[16], в начале 2009 года — до 35 машин (из них до 30 состояли на вооружении, а 5 находились на хранении)[17]. В 2010 - 2022 годы на вооружении оставалось 30 машин[18][19]

## Музейные экземпляры

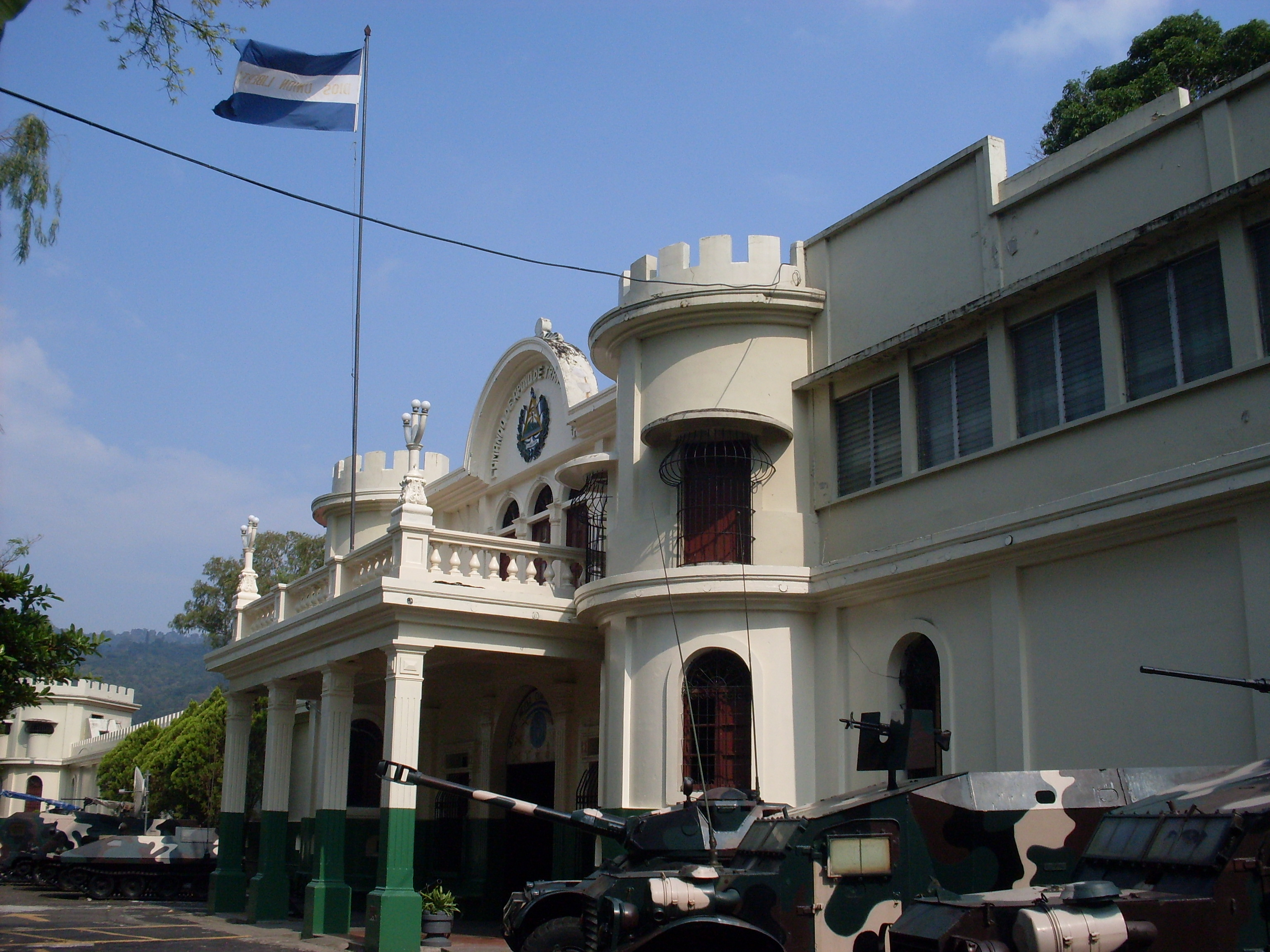
два броневика Cashuat у входа в музей вооружённых сил Сальвадора (20 апреля 2010)

В экспозиции музея вооружённых сил Сальвадора (Museo Militar de la Fuerza Armada), в городе Сан-Сальвадор имеется две машины: одна «машина поддержки пехоты» (номер E-865) с 12,7-мм пулемётом M2HB и одна машина с 7,62-мм пулемётом M60.